# La maledizione dello scorpione di giada
La maledizione dello scorpione di giada (The Curse of the Jade Scorpion) è un film del 2001 scritto e diretto da Woody Allen, con protagonisti lo stesso Allen ed Helen Hunt.

## Trama
New York, 1940. L'investigatore assicurativo C.W. Briggs e la contabile Betty Ann Fitzgerald lavorano per la stessa compagnia e si odiano dall'istante in cui si sono conosciuti. Una sera, in occasione del compleanno di un collega, i due vengono ipnotizzati durante uno spettacolo dal mago Voltan, che li soggioga per mezzo di uno scorpione di giada e di due parole chiave, “Costantinopoli” per Briggs e “Madagascar” per Fitzgerald.
Appena rientrato a casa, Briggs riceve una telefonata dal mago, che, pronunciando la parola chiave “Costantinopoli”, lo riporta in trance e lo costringe a rubare dei gioielli dalla villa della facoltosa famiglia Kensington. Il giorno successivo, Briggs, che non ricorda nulla, indaga assieme alla polizia e giunge alla conclusione che il colpevole è qualcuno interno all'agenzia assicurativa: Briggs finisce con il sospettare proprio di Fitzgerald, la quale ha accesso a tutti i dati dei sistemi antifurto (come lo stesso Briggs). Deciso a scoprire la verità, Briggs si introduce nell'appartamento di Fitzgerald, solo per scoprire che la collega ha una relazione con il loro capo, l'ottuso Chris Magruder, che tuttavia termina nel peggiore dei modi proprio quella sera. Rimasta sola, Fitzgerald, ubriaca, tenta il suicidio gettandosi dalla finestra, ma viene prontamente fermata da Briggs, che poi veglia su di lei tutta la notte.
Nel frattempo, Briggs ha anche un intrallazzo con la bellissima e spregiudicata Laura Kensington, figlia dei proprietari derubati. Poche sere dopo il furto, Briggs si trova in compagnia di Laura e viene nuovamente contattato da Voltan, che lo costringe a compiere un secondo furto. Laura, interrogata dalla polizia, confermerà più tardi che lo sfortunato investigatore non aveva un alibi al momento della rapina.
L'indomani, Briggs viene informato che è diventato il principale sospettato a causa di una serie di prove, tra cui la testimonianza di Laura Kensington. Fitzgerald, che malgrado tutto non crede alla colpevolezza del collega, va a casa di Briggs per discutere il caso con lui, ma trova casualmente la refurtiva. Proprio in quel momento, Briggs riceve una telefonata di Voltan, che lo riporta in trance e gli ordina di portargli i gioielli: Briggs esegue, non prima però di aver dichiarato, sempre sotto ipnosi, il proprio amore a Fitzgerald. La donna, furibonda, lo denuncia immediatamente e Briggs viene arrestato, per poi riuscire a scappare grazie all'aiuto di Laura Kensington. L'investigatore, ora in fuga, si rifugia proprio a casa di Fitzgerald, contando sul fatto che nessuno verrà a cercarlo da lei, dal momento che tutti sanno che i due si detestano: la collega, seppure riluttante, accetta di ospitarlo.
Durante la notte, Fitzgerald riceve una telefonata da Voltan, che la ipnotizza tramite la parola chiave "Madagascar" e si serve di lei per un terzo furto. La donna, sotto ipnosi, rivela poi a Briggs di essere innamorata pazza di lui, ma la mattina dopo non ricorda più nulla; ascoltando la radio che parla del furto, si convince anzi che sia Briggs il ladro e lo caccia via.
Briggs, ricorrendo ad alcuni informatori, risale al nome di Voltan e comincia a sospettare la pista dell'ipnosi. Grazie a due colleghi, anche loro presenti la sera dello spettacolo, ricostruisce gli avvenimenti e riesce a liberarsi dall'influsso della parola chiave; raggiunge poi Fitzgerald proprio nel momento in cui la donna, in trance, sta consegnando a Voltan i gioielli del terzo furto, e fa arrestare il mago.
Briggs, pienamente riabilitato, decide di dimettersi e lasciare l'agenzia, ma si rende conto di essere davvero innamorato di Fitzgerald e si dichiara; la collega, tuttavia, si è appena rimessa con Magruder, al che Briggs decide di ricorrere alla parola chiave "Madagascar". Alla menzione della parola, Fitzgerald cade prontamente in trance e pianta in asso un allibito Magruder in favore di Briggs. Mentre lasciano l'ufficio, però, Fitzgerald fa capire a Briggs di essersi in realtà liberata dal potere dello scorpione di giada e quindi di ricambiare davvero i sentimenti del collega: i due escono dall'edificio scambiandosi sorrisi.

## Riprese
Il film è stato girato negli Stati Uniti a Los Angeles e New York.

## Critica
Il film ha ricevuto recensioni contrastanti da parte della critica. Su Rotten Tomatoes il film ha un punteggio di approvazione del 45%, basato su 122 recensioni, con un giudizio formulato dal sito riassumibile così: "La scrittura de La maledizione dello scorpione di Giada non è così nitida come i film precedenti di Woody Allen, dato che la maggior parte delle battute sono di basso livello". Metacritic attribuisce al film un punteggio medio di 52 su 100, basato su 31 critiche, indicando "recensioni contrastanti o medie".
Lo stesso Allen sembra d'accordo con i giudizi negativi, osservando che forse questo è il suo peggior film. Il regista ha dichiarato di aver percepito la delusione del resto del cast per il suo ruolo da protagonista, aggiungendo però che parte del problema era dovuto alla tempistica e alle spese, che rendevano troppo lungo e costoso tornare indietro e filmare da capo (esperienza, questa, non nuova per Allen, che nel 1987 girò il film Settembre una seconda volta, dopo essersi accorto d'aver sbagliato il cast). Egli aggiunse d'aver offerto il ruolo di Briggs a Jack Nicholson e a Tom Hanks, ma entrambi declinarono l'offerta.
Con un budget di produzione di 33 milioni di dollari, è il film più costoso di Allen; tuttavia, a differenza di altre pellicole del comico newyorkese, ha incassato poco: 7 milioni di dollari negli USA, 18,9 milioni in tutto il mondo. Tuttavia, a un decennio dalla sua uscita venne definito un cult. Roger Ebert ha scritto: "Ci sono delle cose piacevoli nel film che hanno poco a che fare con la trama. Il suo aspetto è inquietante; è un omaggio a un'era in bianco e nero, filmato a colori, eppure i colori sembrano bruniti e negli anni '40: nessun film noir fu girato a colori ma, se lo fosse stato, sarebbe sembrato così. E grande attenzione viene data alle donne interpretate da Hunt, Berkley e Theron; non assomigliano molto alle donne da film noir classico come le donne nei poster: i loro costumi e stili le elevano ad archetipi. Hunt, in particolare, si diverte con un ruolo da donna saggia che deve qualcosa, forse, alla Rosalind Russell in La signora del venerdì".

## Riconoscimenti
- 2001 - Sitges - Festival internazionale del cinema fantastico della Catalogna
  - Gran Angular Award al miglior film a Woody Allen
- 2001 - Stinkers Bad Movie Awards
  - Nomination Peggior coppia a Woody Allen e qualsiasi attrice più giovane di decenni

## Colonna sonora
- Sophisticated Lady - Duke Ellington
- Two Sleepy People - Earl "Fatha" Hines
- Tuxedo Junction - Dick Hyman & The Rainbow Room All Stars
- How High The Moon - Dick Hyman & The Rainbow Room All Stars
- In a Persian Market - Wilbur de Paris
- Flatbush Flanagan - Harry James
- Sunrise Serenade -  Glenn Miller